# أندرو سالتر
أندرو سالتر (بالإنجليزية: Andrew Salter)‏ (1 يونيو 1993 في المملكة المتحدة - ) هو لاعب كريكت بريطاني. لعب مع نادي مقاطعة غلاموركن للكريكت ‏ وCardiff MCC University ‏.

## وصلات خارجية
- أندرو سالتر على موقع إي آس بي آن كريك إنفو (الإنجليزية)